# Liste der Monuments historiques in Achen
Die Liste der Monuments historiques in Achen führt die Monuments historiques in der französischen Gemeinde Achen auf.

## Liste der Objekte
| Bezeichnung                                       | Beschreibung                                                                                                   | Standort                       | Kennzeichnung | Schutzstatus | Datum | Bild |
| ------------------------------------------------- | --- | ------------------------------ | ------------- | ------------ | ----- | ---- |
| Drei Skulpturen: Petrus, Paulus und Heilige Lucia | am Hauptaltar; Holz, farbig gefasst, 1771                                                                      | in der Kirche St-Pierre (Lage) | PM57000448    | Classé       | 1993  |      |
| Hauptaltar                                        | Altartisch, Retabel und Tabernakel; Holz und Stuck, farbig gefasst und vergoldet, 1771 von Andreas Moosbrugger | in der Kirche St-Pierre (Lage) | PM57000447    | Classé       | 1993  |      |
| Skulptur Heiliger Sebastian                       | Holz, farbig gefasst, 18. Jahrhundert                                                                          | in der Kirche St-Pierre (Lage) | PM57000446    | Classé       | 1993  |      |